# Moldaviens statliga universitet
Moldaviens statliga universitet (rumänska: Universitatea de Stat din Moldova) är ett universitet i Chișinău, Moldavien.
Universitetet grundades 1946 i det dåvarande Moldaviska SSR och hette ursprungligen Chișinăus statliga universitet. Det nuvarande namnet antogs i januari 1990.